# هامور نجمي
الهامور النجمي (الاسم العلمي Epinephelus labriformis)، نوع من الهامور وفصيلة القرفصية. هو سمك متوسط القد يطول نحو 60 سم.

## التوزيع والمواطن
ينتشر الهامور النجمي على نطاق واسع في جميع أنحاء البحار الاستوائية في المحيط الهادي الشرقي من المكسيك إلى بيرو بما في ذلك الجزر أرخبيل غالاباغوس، وجزيرة كوكوس،وجزيرة مالبيلو الكولومبية وجزر أرخبيل رویلیاخیخدو.
تعيش في الشعاب الصخرية والشعاب المرجانية والمياه الساحلية داخل المنحدرات القارية. والأنواع البالغة منها يكثر وجودها في المياه الضحلة على رغم من وجودها أيضًا على عمق 30 م.